# Michael Arneth (Propst)
Michael Arneth CanReg (* 9. Jänner 1771 in Leopoldschlag; † 24. März 1854 in St. Florian) war ein österreichischer römisch-katholischer Priester, Augustiner-Chorherr und Propst von Stift Sankt Florian.

## Leben
Arneth studierte an der Universität Wien Philosophie und Theologie und trat 1794 in das Noviziat des Stiftes St. Florian ein, wo er die Profess ablegte und die Priesterweihe empfing. 1801 erfolgte Arneths Ernennung zum ordentlichen Professor der Bibelwissenschaft am k. k. Lyceum in Linz. Nachdem er seine Berufung an die Universität Wien abgelehnt hatte, wurde er 1815 Direktor am Linzer Staatsgymnasium (heute: Akademisches Gymnasium). 1823 wählte der Konvent von Sankt Florian Arneth zum Propst. Kaiser Franz Joseph I. ernannte ihn im Hinblick auf seine Erfahrungen auf dem Bildungssektor zum Generaldirektor der oberösterreichischen Gymnasien. Von 1834 bis 1841 war Arneth Repräsentant bei den Oberösterreichischen Landständen. 1837 nahm er entgegen der musikalischen Gepflogenheiten den 13-jährigen Anton Bruckner als Sängerknaben auf, dessen Stimmbruch sich damals bereits abzeichnete.
Neben der akademischen und politischen Zielsetzung verfolgte Arneth auch eine wirtschaftliche Konsolidierung des Stiftes, wodurch die Restaurierung von Kirche und Stiftsgebäude, sowie die Erweiterung der Stiftsbibliothek ermöglicht wurden. Durch diese bauliche Maßnahme und einer zusätzlichen Vermehrung der kulturellen Sammlungsbestände hob Arneth das geistige Niveau seiner Ordensgemeinschaft. Ein weiteres akademisches Verdienst ist die Wiedererrichtung der Theologischen Hauslehranstalt von Sankt Florian. Arneth vertrat ein humanistisches Bildungsideal und stand teilweise in pädagogischer Opposition zum Lehrmodus der Jesuitenschule.

## Veröffentlichungen
- Die Unterschiede zwischen der bloß rationellen und der katholischen Schrift-Auslegung. In Briefen an einen älteren gelehrten Freund auseinandergesetzt. Cajetan Haslinger, Linz 1816.